# Neuville-sur-Oise
Neuville-sur-Oise ist eine französische Gemeinde mit 2.089 Einwohnern (Stand 1. Januar 2022) im Département Val-d’Oise in der Region Île-de-France. Sie gehört zum Arrondissement Pontoise und zum Kanton Cergy-2. Neuville-sur-Oise gehört zur Ville nouvelle Cergy-Pontoise. Die Einwohner werden Neuvillois genannt.

## Geographie
Die Neuville-sur-Oise liegt in einer Flussschleife der Oise, etwa 30 Kilometer nordwestlich von Paris. Die Nachbargemeinden sind Vauréal im Norden, Cergy im Osten, Éragny im Südosten, Conflans-Sainte-Honorine im Süden, Maurecourt im Südwesten und Jouy-le-Moutier im Westen.

## Bevölkerungsentwicklung
| Jahr      | 1962 | 1968 | 1975 | 1982 | 1990 | 1999 | 2006 | 2012 | 2018 |
| Einwohner | 708  | 905  | 858  | 885  | 1036 | 1433 | 1560 | 2004 | 2046 |

## Sehenswürdigkeiten
- Kirche Saint-Joseph aus dem 19. Jahrhundert
- Schloss aus dem 17. Jahrhundert
- Pavillon d'Amour (Pavillon aus dem 18. Jahrhundert)
- Monument aux morts (Denkmal für die Kriegsopfer von Neuville-sur-Oise)
- Taubenturm des Schlosses

Siehe auch: Liste der Monuments historiques in Neuville-sur-Oise

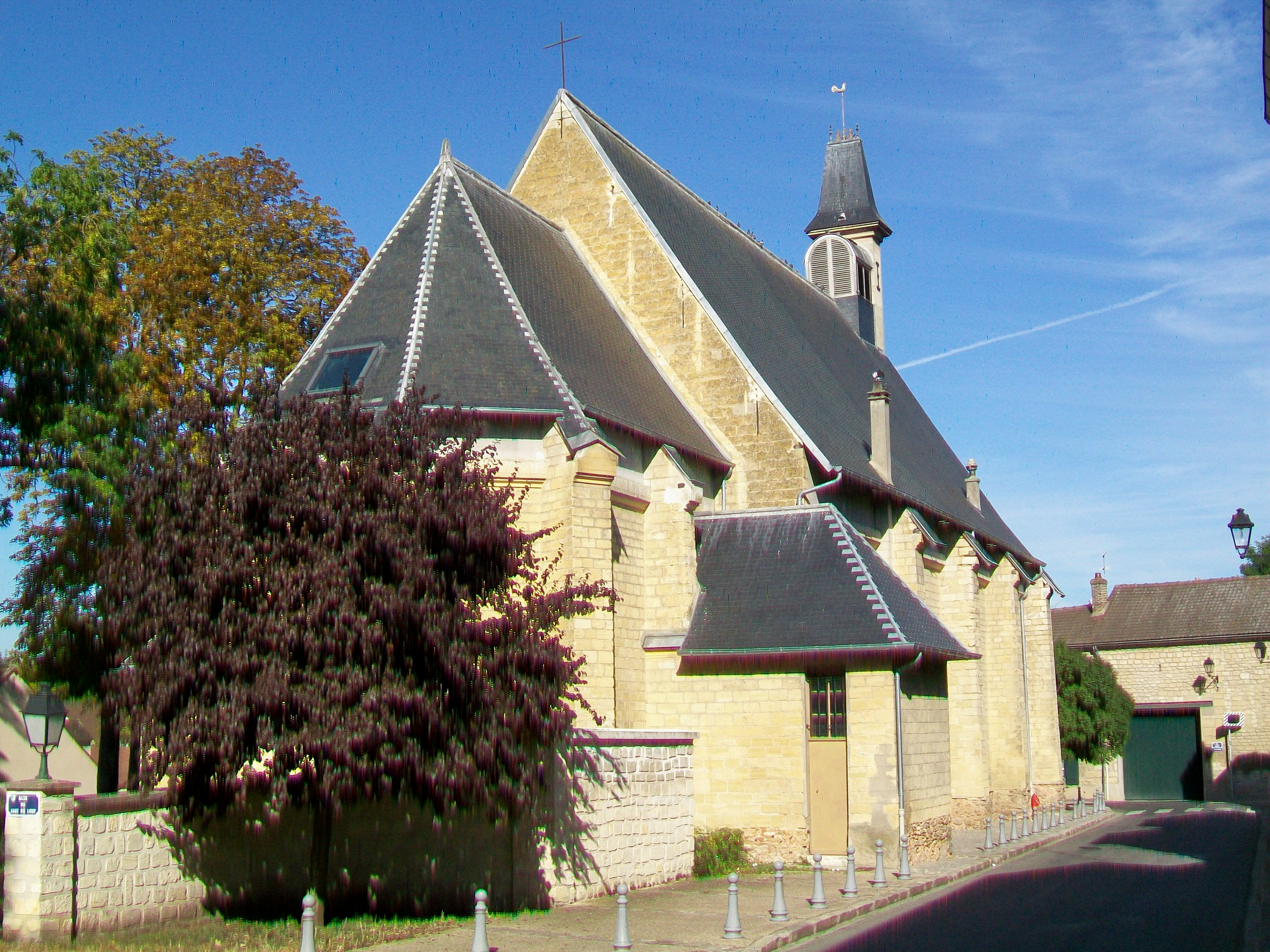
Kirche Saint-Joseph
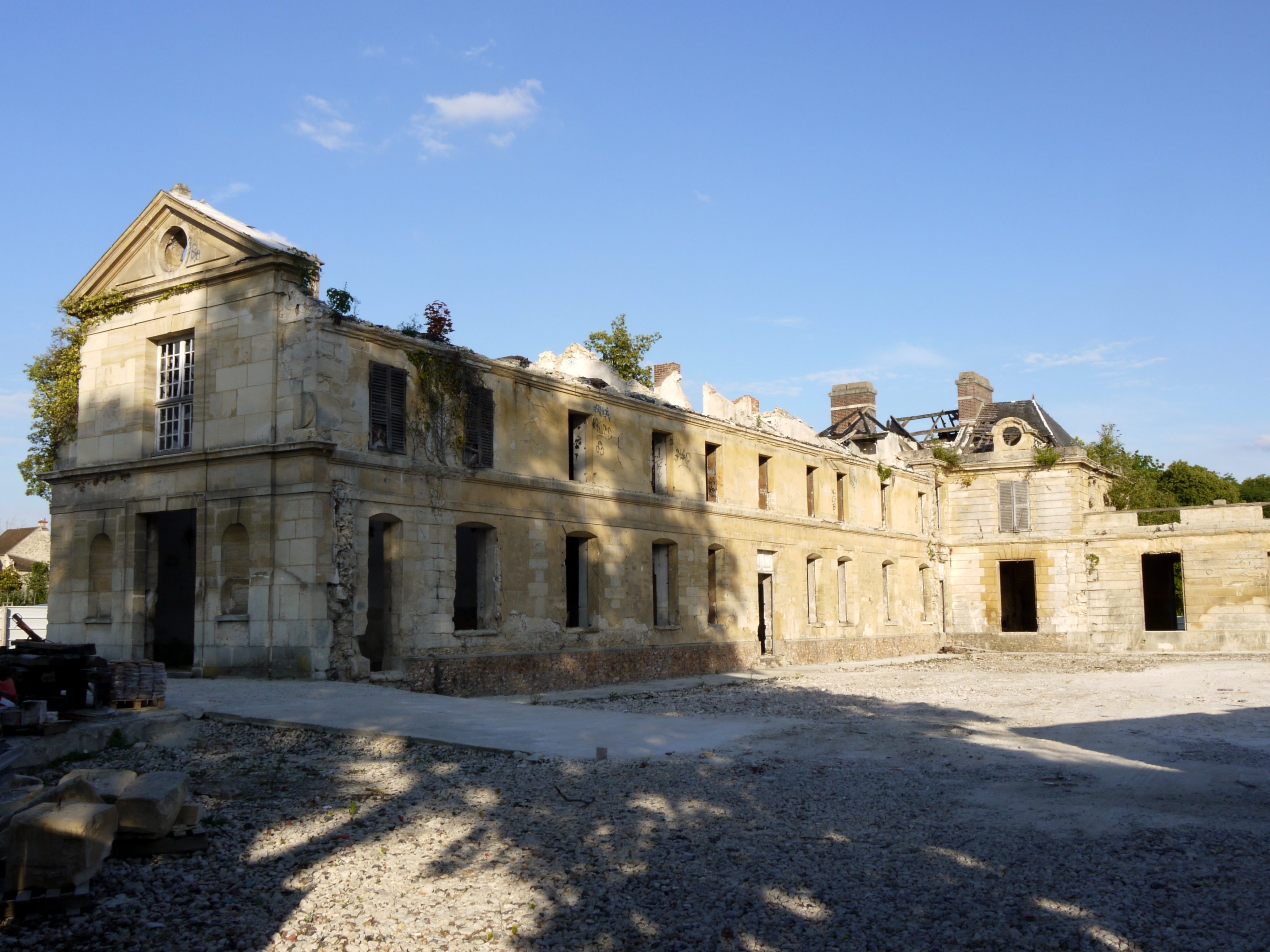
Château de Neuville-sur-Oise
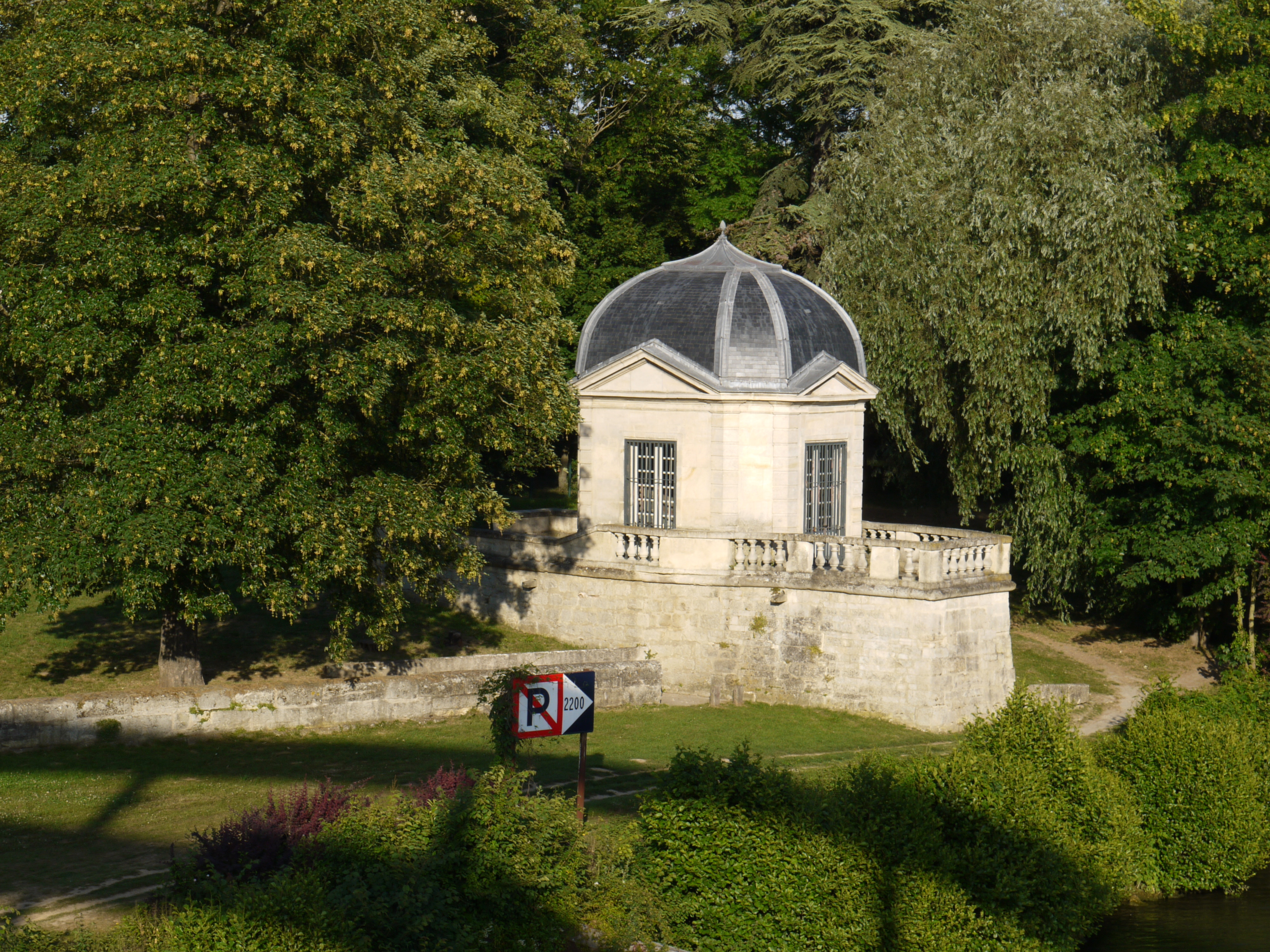
Pavillon d’Amour
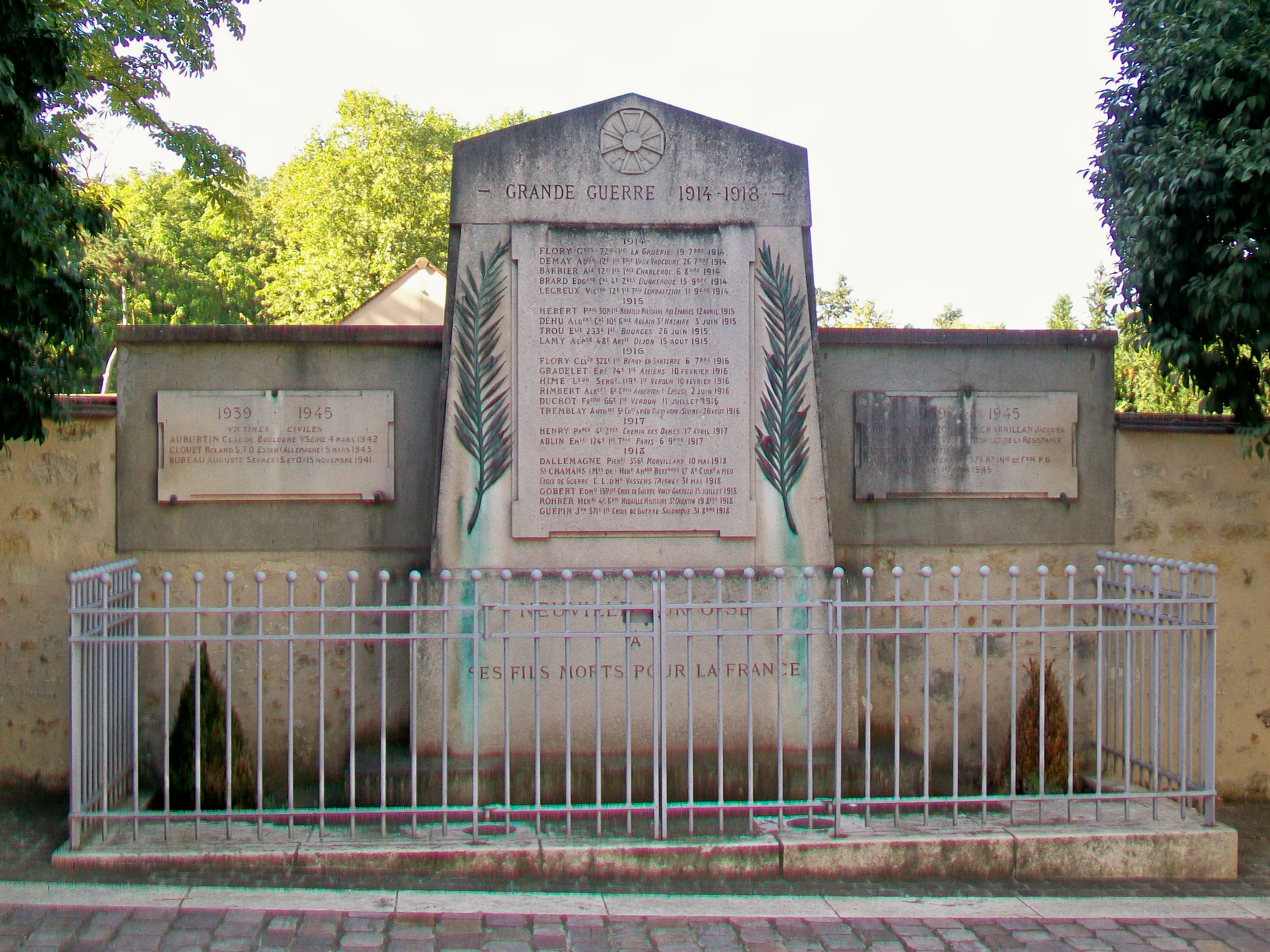
Kriegerdenkmal
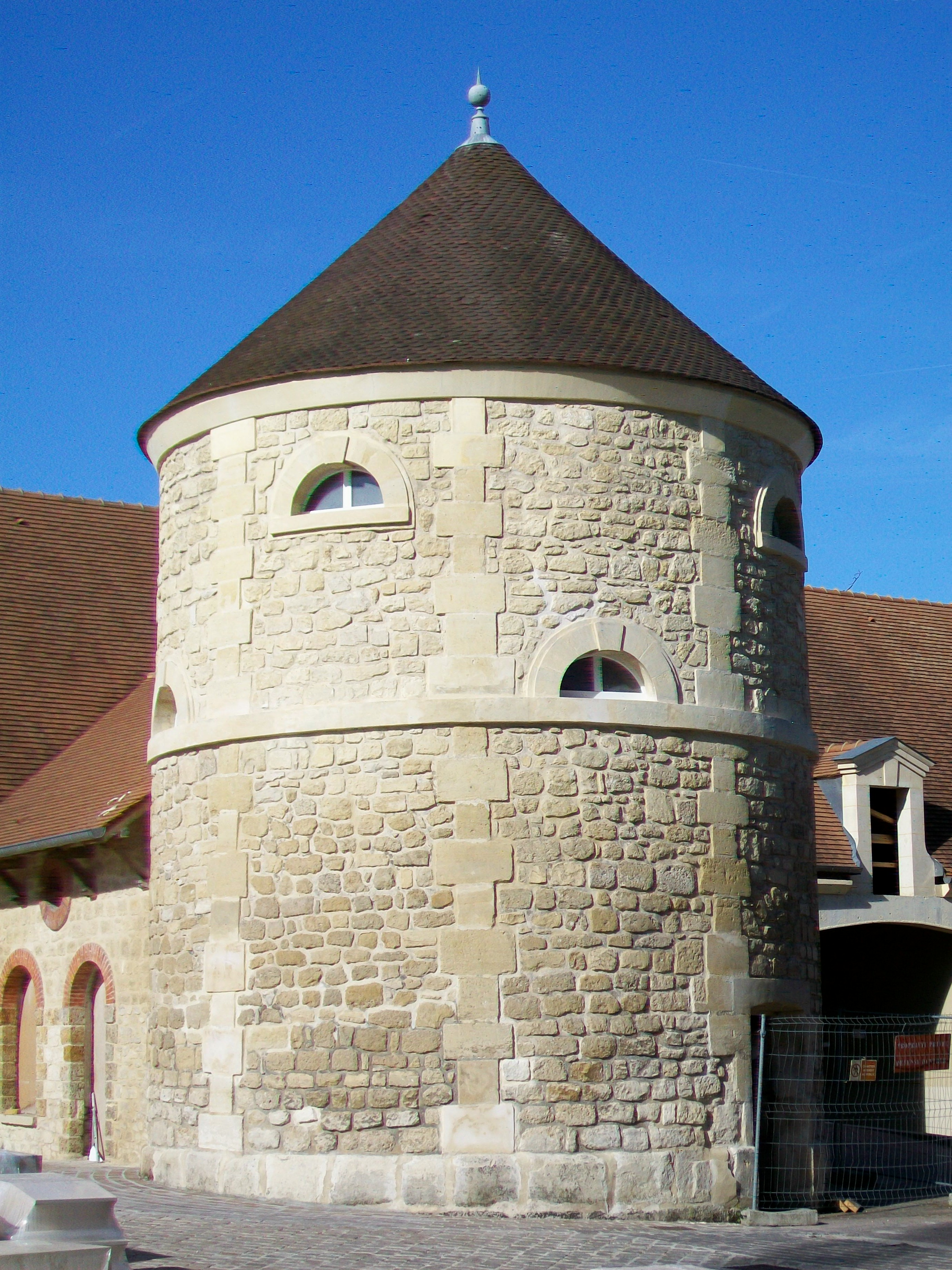
Taubenturm